# Museum for Anatolske Civilisationer
Museum for Anatolske Civilisationer (tyrkisk Anadolu Medeniyetleri Müzesi) i Ankara er foruden museet i Istanbul det mest betydningsfulde arkæologiske museum i Tyrkiet. Det ligger i bydelen Atpazarı i Ankaras gamle bydel.
39°56′18″N 32°51′43″Ø / 39.93833°N 32.86194°Ø